# Orlovi
Orlovi (lat. Aquilinae), potporodica od nekoliko rodova ptica iz porodice jastrebova. Uglavnom žive u Euroaziji i Africi (oko 60 vrsta), dok tek 2 vrste naseljavaju sjevernu Ameriku (Bjeloglavi orao i Suri orao) i 9 vrsta srednju i južnu Ameriku.

## Opis
Orlovi se razlikuju od mnogih drugih ptica grabljivica po svojoj veličini, snažnijom građom i težom glavom i kljunom. Čak i najmanji orlovi imaju relativno duža i oblija krila i brže lete. Većina orlova je veća od drugih ptica grabljivica, osim supova. Veličina im varira od 40 cm i 500 grama kod vrste nikobarski orao zmijar (Spilornis klossi), do 6,7 kg i 100 cm kod filipinskog orla.
Kao i sve ostale ptice grabljivice, orlovi imaju velike i snažne zakrivljene kljunove za kidanje mesa, snažne i mišićave noge i velike kandže. Imaju i izrazito dobar vid koji im omogućava da ugledaju potencijalni plijen iz daljine. Vid im je oštar jer imaju veoma velike zjenice koje omogućavaju minimalnu difrakciju (rasipanje) svjetlosti.
Orlovi grade gnijezda na visokom drveću ili liticama. Mnoge vrste nesu dva jaja, ali stariji, snažniji ptić često ubije mlađeg brata ili sestru kada se izlegne. Dominantni ptić obično je ženka jer je ona veća od mužjaka. Roditelji ne pokušavaju zaustaviti ovo ubijanje.

## Značenja
U kršćanstvu, orao je simbol evanđelista Ivana. U drugim religijama je također imao važno značenje. Tako su Moche u drevnom Peruu, ali i stari Iliri štovali orla i često ga prikazivali, dok hinduisti imaju manje božanstvo u obliku zlatnog čovjeka s orlovskim nosom i krilima, Garuda. Mnogi sjevernoamerički indijanci smatraju posjedovanje orlovih pera najvišim znakom duhovnog značaja i društvene zaslužnosti, što je danas u SAD-u uređeno i zakonom.
U povijesti je orao bio na pečatu ptolomejskih vladara starog Egipta, ali i simbol antičke perzijske vojske. Rimljani su ga koristili na vrhu stjegova svojih legija, iz čega je proizašao dvoglavi orao kao simbol bizantskog carstva, ali i orao kao simbol Svetog Rimskog Carstva Karla Velikog. Iz ovih simbola su proizašli simboli mnogih kasnijih država.
Orao se tako javlja na grbovima mnogih država kao simbol moći i snage (Albanija, Armenija, Austrija, Baskija, Crna Gora, Češka, Egipat, Gana, Island, Indonezija, Irak, Jemen, Meksiko, Moldavija, Nigerija, Njemačka, Palestina, Panama, Poljska, Rumunjska, Rusija, SAD, Srbija, Sirija i Zambija). 

## Rodovi:
1. Aquila Brisson, 1760
2. Clanga Tyzenhauz, 1857
3. Hieraaetus Kaup, 1844
4. Ictinaetus Blyth, 1843
5. Lophaetus Kaup, 1847
6. Lophotriorchis
7. Nisaetus Hodgson, 1836
8. Polemaetus Heine, 1890
9. Spizaetus Vieillot, 1816
10. Stephanoaetus Sclater, 1922
11. †Harpagornis Haast, 1872 †